# 瓦基索區
瓦基索區是非洲中部國家烏干達的111個區之一，由中部區負責管轄，首府是瓦基索，海拔高度1,200米，總面積2,740平方公里，全球第二大湖泊維多利亞湖是該區的熱門旅遊景點，2010年人口估計為1,259,700。

## 外部連結
- Wakiso District Profile at Ugandatravelguide.com （页面存档备份，存于）
- Bulago Island Homepage
- Ngamba Island Homepage （页面存档备份，存于）

00°24′N 32°29′E / 0.400°N 32.483°E